# Christian Ditlev Reventlow (eventyrer)
 Der er flere personer med dette navn, se Christian Ditlev Reventlow (flertydig).
Christian Ditlev Frederik "Dick" Reventlow (4. april 1898 i Aalborg – 5. september 1958) var en dansk eventyrer, direktør, reklamemand, udstillingsekspert og forfatter.

## Levnedsbeskrivelse
Han var søn af politikeren og redaktøren Peter Christian Reventlow (ud af en borgerlig linje af Reventlow-slægten) og blev student fra Herlufsholm 1916. Han arbejdede 1917-21 i skovindustrien i Californien, British Columbia og Nordsverige. Konsulatssekretær 1921-25 ved konsulaterne i Budapest og Rotterdam. Forretningsvirksomhed 1926-32 i Frankrig, England og Portugal. Ekspedition i Bolivia og Mato Grosso, Brasilien.
Medstifter af Eventyrernes Klub 1938.
Gift med skuespillerinden Else Skouboe og gift 2. gang med Vibeke Fiedler.